# Giulio Lombardi
Giulio Lombardi (Livorno, 22 ottobre 2002) è uno schermidore italiano, specializzato nel fioretto.

## Carriera
Giulio si allena al Circolo Fides di via Allende con il maestro Beppe Pierucci. Segue il corso di Scienze Motorie all'Università degli Studi "Niccolò Cusano"

### Fasi giovanili
Giulio è uno schermidore che fin da giovane età ha fatto parlare di se grazie ai suoi risultati; è infatti un atleta che è stato numero uno a livello nazionale sia in under-14 e che negli allievi. Inoltre, a dar manforte a ciò, a soli 13 anni partecipa alla sua prima tappa, a Montecatini Terme, del circuito europeo cadetti. "Tradizione" che ripeterà l'anno successivo. Poi, dall'anno sportivo 2016-2017, inizia a partecipare con molta costanza alle tappe del circuito europeo cadetto e anche alle competizioni nazionali: nello stesso anno prende parte al campionato italiano cadetto e l'anno successivo, a soli 16 anni, prende parte anche al campionato italiano Assoluto in cui arriverà 12esimo a squadre e 19esimo in individuale. Inoltre, nel 2018, nel circuito europeo cadetto, raggiungerà la quinta posizione individuale a Manchester e una quarta posizione a squadre. L'anno successivo inizia a partecipare ad alcune tappe della Coppa del Mondo Juniores. Si fa, comunque, conoscere ai più nel 2019 dove arriva, ai campionati europei cadetti, quinto nella competizione a squadre terminando gli assalti sempre con un parziale tra stoccate date e subite molto positivo. Continua l'anno prendendo anche parte alla tappa di Torino di CdM a livello Assoluti e, inoltre, riuscirà a vincere il suo primo oro individuale, in una competizione internazionale, grazie al trionfo nel campionato del mediterraneo, nella categoria Juniores, grazie alla vittoria in finale contro Adria Garcia Mur. Nel 2021 parteciperà solamente alle competizioni nazionali prendendo parte al campionato italiano Juniores arrivando quinto, nella competizione individuale, a Riccione e partecipa anche alla competizione Assoluta in cui arriva 18esimo individuale a Cassino e quinto a squadre a Napoli.

### 2022
Giulio torna a partecipare a tutte le varie competizioni internazionali partendo dalle varie tappe di CdM Juniores: raggiunge grandi risultati a livello di competizioni a squadre in cui vince due medaglie d'Oro, alle tappe di Sabadell e Aix-en-Provence, su tre battendo in finale, rispettivamente, la Francia e la Polonia; invece, nelle competizioni individuali, raggiungerà come best ranking la settima posizione a Leszno. Arriva poi il campionati europei Juniores, svolto a Novi Sad, in cui Giulio torna a casa con la medaglia d'Oro sia nella competizione individuale che in quella a squadre. Vince in individuale dopo aver battuto in finale il Francese Valerian Castanie per 15-9 invece, a squadre, batte in finale la Polonia. Prende poi parte alcampionato del mondo Juniores, a Dubai, in cui arriva undicesimo nella competizione individuale e vince la medaglia d'Oro a squadre battendo la Francia per 45-28. Terminerà l'anno, nel ranking FIE Juniores, in sesta posizione a livello individuale e nella prima posizione in quello a squadre, dimostrando netti miglioramenti se paragonato all'anno passato. Prende quindi parte ai campionati italiani iniziando dalla competizione Under-20 svolta a Catania in cui vince la medaglia d'Oro nella competizione individuale; prende poi parte anche a quelli Under-23 di Cagliari e gli Assoluti di Courmayeur in cui arriva, in entrambi i casi, quinto a squadre e quindicesimo in individuale. Terminerà l'anno in prima posizione nel ranking nazionale italiano a livello giovani.

### 2023
Il 2023 è l'anno in cui passa dalla categoria Juniores a quella Under-23, solo a livello europeo, e Assoluti, nelle competizioni FIE e soffrirà il passaggio nella categoria Assoluti; infatti, nelle varie tappe di CdM, non riuscirà ad arrivare oltre la 25esima posizione individuale ottenuta alla tappa di Tokyo. Prende poi parte al campionato europeo Under-23, svolti a Budapest, in cui vince, nella competizione individuale, la medaglia d'Oro dopo aver battuto in semifinale l'Ungherese Gergely Toth per 15-9 e Gergo Szemes, in finale, per 15-13. Per quanto concerne la competizione a squadre vince la medaglia di Bronzo dopo aver battuto, nella finalina, la compagine magiara per 45-39 dopo aver perso la semifinale contro la Francia per 45-43; terminerà l'assalto con gli Ungheresi con un positivo di 8 stoccate. Prende poi parte alle Universiadi, svolte a Chengdu, in cui giunge 25esimo nella competizione individuale mentre, a squadre, vince la medaglia di Bronzo dopo aver battuto nella finalina i cinesi per 45-36. Terminerà l'anno in prima posizione nel ranking U23 europeo. Prende parte anche ai campionati italiani Under-23 e Assoluti; nei primi, svolti a Vercelli, vince la medaglia d'Argento in individuale dopo aver perso in finale contro Alessio Di Tommaso alla stoccata decisiva per 15-14; nei secondi, svolti a La Spezia, arriverà sesto nella competizione a squadre. Nel ranking italiano di fine anno sarà primo a livello Under-23 e decimo a livello Assoluti.

### 2024
Nel 2024, l'anno Olimpico, migliora molto i risultati dell'anno passato specialmente in CdM dove giunge per 4 volte in top-20 e arriva inoltre, a Istanbul, la sua prima medaglia di Bronzo, conquistata dopo aver perso in semifinale contro Cheung Ka Long. Riuscirà, a fine anno, ad arriva in 24esima posizione nel ranking FIE grazie ai soli risultati ottenuti in CdM. Prende poi nuovamente ai campionati europei Under-23, ad Antalya, dove vince la medaglia di bronzo in individuale dopo la sconfitta, in semifinale, subita contro Szemes per 15-12 dopo aver battuto ai quarti l'amico Damiano DI Veroli; a squadre invece vincerà la medaglia d'Oro grazie alla vittoria ottenuta in finale contro la Francia per 45-26 con un parziale di +8. Nel campionato italiano assoluto, svolto a Cagliari, ripete la nona posizione dell'anno precedente ma vince la sua prima medaglia d'Oro italiana Assoluta nella competizione a squadre. Terminerà l'anno in seconda posizione, nel ranking nazionale, a livello Under-23 e in ottava posizione a livello Assoluto.

### 2025
L'inizio della nuova stagione inizia con la presenza costante nel quartetto del fioretto Italiano alla Coppa del Mondo per il 2024-2025 grazie anche alla scelta presa da Tommaso Marini di prendersi un lungo momento di pausa post-Giochi della XXIII Olimpiade. Alla prima tappa a Tunisi arriva al quindicesimo posto in singolare e vince la medaglia d'oro nella competizione a squadre battendo in finale gli Stati Uniti con un parziale di +4 dopo i tre assalti. Si passa quindi alla tappa in Giappone a Takasaki dove nel singolare arriva quattordicesimo mentre vince nuovamente l'oro nella competizione a squadre nuovamente contro gli Stati Uniti dando il suo contributo con un parziale di +7 stoccate dopo i suoi tre assalti. Si passa alla storica tappa di Parigi allo Stade Pierre de Coubertin dove nel singolare arriva 32º mentre nella prova a squadre vince nuovamente la tappa contro il Giappone. A seguito del ritorno di Marini, e dell'addio di Cerioni come maestro per il fioretto maschile(maestro che credeva molto in Giulio), perde il suo posto nel quartetto italiano e si concentra solo sulla parte individuale delle tappe senza però fare risultati di grande rilievo. Prende poi parte agli Europei under-23 svoltisi a Tallinn in cui vince la medaglia d'oro nella competizione in singolare, battendo in finale il transalpino Anas Anane, un torneo dominato in cui ha vinto tutti gli assalti senza mai far arrivare l'avversario alle dieci stoccate, eccezion fatta per lo scontro in semifinale contro il connazionale Damiano Di Veroli che ha battuto per 15-13. Nella competizione a squadre vince, nuovamente, l'oro sempre contro i francesi di Anane assieme ai connazionali Di Veroli, Martini e De Cristofaro. Giulio finisce il primo incontro contro gli israeliani con un parziale di +8 dopo i tre assalti, stesso positivo contro i polacchi e sarà fondamentale in finale contro i francesi con parziale di +11 nell'incontro terminato 45-40 in favore degli italiani. Ritorna quindi a prender parte alle tappe di Coppa del Mondo arrivando 26esimo a Vancouver per poi partecipare al Gran Prix di Shanghai in cui conquista il podio conquistando il terzo posto uscendo in semifinale contro il campione del Gran Prix Choi Chun Yin Ryan che batterà in finale il connazionale di Giulio Tommaso Marini. Conquista il podio dopo aver vinto tre incontri alla stoccata decisiva per 15-14 battendo anche l'amico Filippo Macchi. Terminerà l'anno, nel ranking FIE, in 30esima posizione individuale e in prima posizione nel ranking a squadre. Prende poi parte alle Universiadi, svolte ad Essen, in cui arriva sesto in individuale dopo aver perso ai quarti contro Damiano Di Veroli alla stoccata decisia per 15-14 dopo aver dominato i primi tre incontri; a squadre, invece, vince la medaglia d'Oro dopo la vittoria ottenuta in finale, per 45-20, contro i Polacchi dopo con un +12 dopo aver recuperato, grazie al suo secondo assalto, il passivo italiano di 4 stoccate. Arrivano i campionati nazionali assoluti, svolti a Piacenza, in cui arriva quinto nella competizione individuale e terzo in quella a squadre vincendo così la medaglia di Bronzo.Finirà il suo ultimo anno a livello Under-23 come numero uno italiano in quella categoria e, nella categoria Assoluti, arriverà in settima posizione.

## Palmarès

### Risultati élite
In carriera ha ottenuto i seguenti risultatiː
Coppa del Mondo di scherma
Prove individuali
- 2023/2024 -  (Istanbul)
- 2024/2025 -  (Shanghai)

Prove a squadre
- 2024/2025 -  (Tunisi, Takasaki, Parigi)

Universiadi
Individuale
A squadre
- Bronzo nel fioretto a Chengdu 2023
- Oro nel fioretto a Reno-Ruhr 2025

Campionati italiani assoluti
Individuale
A squadre
- Oro nel fioretto a Cagliari 2024

### Risultati giovani
Mondiali giovani
Individuale
A squadre
- Oro nel fioretto a Dubai 2022

Europei Under-23
Individuale
- Oro nel fioretto a Budapest 2023
- Bronzo nel fioretto a Antalya 2024
- Oro nel fioretto a Tallin 2025

A squadre
- Bronzo nel fioretto a Budapest 2023
- Oro nel fioretto a Antalya 2024
- Oro nel fioretto a Tallin 2025

Europei giovani
Individuale
- Oro nel fioretto a Novi Sad 2022

A squadre
- Oro nel fioretto a Novi Sad 2022

Campionati del mediterraneo giovani
Individuale
- Oro nel fioretto a Tunisi 2020

A squadre